# Кра-сюр-Ресуз
Кра-сюр-Ресу́з (фр. Cras-sur-Reyssouze) — коммуна во Франции, находится в регионе Рона — Альпы. Департамент — Эн. Входит в состав кантона Монревель-ан-Брес. Округ коммуны — Бурк-ан-Брес.
Код INSEE коммуны — 01130.

## География

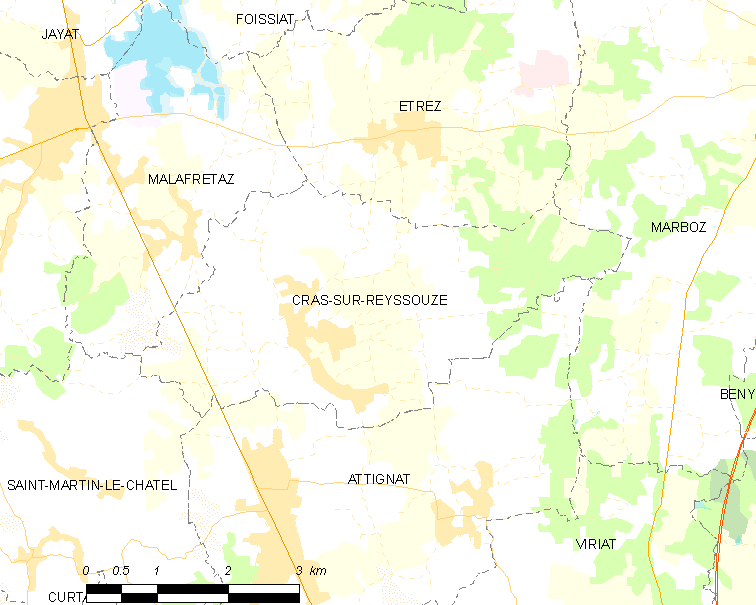
Карта коммуны

Коммуна расположена приблизительно в 360 км к юго-востоку от Парижа, в 70 км севернее Лиона, в 13 км к северо-западу от Бурк-ан-Бреса.
По территории коммуны протекает река Ресуз.

## Климат
Климат полуконтинентальный с холодной зимой и тёплым летом. Дожди бывают нечасто, в основном летом.

## Население
Население коммуны на 2010 год составляло 1256 человек.
| 1962 | 1968 | 1975 | 1982 | 1990 | 1999 | 2010 |
| ---- | ---- | ---- | ---- | ---- | ---- | ---- |
| 719  | 679  | 693  | 807  | 846  | 905  | 1256 |

## Администрация
| Период | Период | Фамилия       | Партия                             | Примечания |
| ------ | ------ | ------------- | ---------------------------------- | ---------- |
| 1983   | 1989   | Андре Николаи | Объединение в поддержку республики |            |
| 1995   | 2008   | Клод Маранде  |                                    |            |
| 2008   | 2020   | Жерар Перрен  | Разные левые                       |            |

## Экономика
В 2010 году среди 783 человек трудоспособного возраста (15—64 лет) 634 были экономически активными, 149 — неактивными (показатель активности — 81,0 %, в 1999 году было 72,8 %). Из 634 активных жителей работали 610 человек (308 мужчин и 302 женщины), безработных было 24 (13 мужчин и 11 женщин). Среди 149 неактивных 47 человек были учениками или студентами, 78 — пенсионерами, 24 были неактивными по другим причинам.